# Примак, Тарас Антонович
Тарас Антонович Примак (род. 15 января 1939) — советский футболист, нападающий.

## Биография
Футбольную карьеру начал в 1959 году в футболке ровненского «Колхозника». По ходу сезона 1962 получил приглашение харьковского «Авангарда». Дебютировал 15 июля 1962 в матче 12 тура предварительного этапа группы II класса «А» против ленинградского «Динамо». Примак вышел на поле в стартовом составе а отыграл весь матч. Дебютный гол за «Авангард» состоялся 6 ноября 1962 на 27-й минуте домашнего матча 9 тура финального этапа (за 13-22-е места) класса «А» против вильнюсского «Жальгириса». Примак вышел на поле в стартовом составе, и во время матча его заменил Евгений Золотухин. В составе «Авангарда» в классе «А» провел 45 поединков и отличился 6 голами, еще 1 матч сыграл в Кубке СССР.
В 1964 году присоединился к киевскому «Динамо», в футболке которого дебютировал 24 августа в гостевом матче 21 тура 1-й группы класса «А» против московского «Динамо». Примак вышел на поле на 60-й минуте, заменив Виктора Каневского. В составе первой команды столичного клуба того сезона провел 2 поединка, в основном выступая за «дубль», в футболке которых отметился пятью голами. В том же сезоне был в аренде в ровненском «Колхознике» (18 матчей и 6 голов в классе «Б», 1 матч и 1 гол в Кубке СССР).
С 1966 по 1967 года выступал в винницком «Локомотиве» и в кременчугском «Днепре», но в обоих коллективах выходил редко. По ходу сезона 1967 вернулся в «Металлист», где стал игроком основного состава (16 матчей, 1 гол). В 1968 году перешел в полтавский «Сельстрой». Завершил футбольную карьеру в 1970 году в составе ровенской «Горыни».
По завершении футбольной карьеры вернулся в Харьков.